# Liam Henderson
Liam Henderson (Livingston, 25 aprile 1996) è un calciatore scozzese, centrocampista della Sampdoria.

## Biografia
Anche il padre Nicky ha giocato a calcio a livello professionistico, con una carriera di lungo corso nelle leghe minori scozzesi che ha attraversato tutti gli anni '90 e i primi anni 2000.
Ha un fratello minore di nome Ewan (nato nel 2000), anch'egli calciatore, con cui condivide il ruolo (centrocampista) e la squadra in cui entrambi hanno iniziato la carriera, il Celtic.

## Caratteristiche tecniche
Di ruolo centrocampista, viene schierato prevalentemente da mezzala. Può giocare anche da trequartista alle spalle degli attaccanti, ruolo che ha cominciato a ricoprire con ottimi risultati all’Empoli sotto la guida di Aurelio Andreazzoli. Di piede destro di qualità, è dinamico, grintoso, dotato di prestanza fisica e bravo come incursore, oltre che nei tiri dalla distanza e a calciare le punizioni.

## Carriera

### Club

#### Gli esordi al Celtic
Nato a Livingston, città della Scozia meridionale, Henderson ha iniziato il suo percorso sportivo a dodici anni, quando è entrato a far parte del settore giovanile del Celtic. Nella seconda metà del 2013, dopo essersi fatto notare durante la preparazione estiva e nelle partite con le giovanili, ha ottenuto dall'allenatore Neil Lennon le sue prime occasioni nella prima squadra dei Bhoys.
Ha esordito nella massima serie scozzese il 6 dicembre 2013, a 17 anni, entrando al posto del capitano bianco-verde Scott Brown nei minuti finali della vittoriosa trasferta contro il Motherwell; il 13 marzo 2014, ha giocato la sua prima partita da titolare contro il Kilmarnock, mentre il 26 marzo successivo ha segnato il suo primo gol da professionista, contribuendo alla vittoria in trasferta contro il Partick Thistle che ha garantito al Celtic la certezza matematica della vittoria del campionato. In quella stagione, Henderson ha collezionato un totale di otto presenze e una rete, vincendo anche il premio di Miglior giovane del mese di marzo.
Durante la stagione successiva, pur ricevendo meno opportunità dal nuovo tecnico Ronny Deila, ha potuto disputare le sue prime partite in competizioni europee: dopo aver giocato alcuni minuti della partita dei preliminari di Champions League contro gli islandesi del KR Reykjavik, e in seguito all'estromissione del Celtic dalla massima coppa europea ai play-off, è stato impiegato in Europa League, in cui ha giocato da titolare la partita contro la Dinamo Zagabria (valida per l'ultima giornata della fase a gironi), oltre a essere subentrato nella gara di andata dei sedicesimi di finale contro l'Inter, in cui ha anche servito al compagno di squadra John Guidetti l'assist per il gol del 3-3 finale. Inoltre, pur con presenze saltuarie, ha contribuito sia alla vittoria di un altro campionato, sia della Coppa di Lega.

#### Rosenborg
Il 31 marzo 2015, ultimo giorno della finestra del calciomercato invernale in Norvegia, Henderson è passato al Rosenborg con la formula del prestito, valido fino all'estate dello stesso anno. Ha esordito nell'Eliteserien il 12 aprile seguente, subentrando a Fredrik Midtsjø nella vittoria per 0-6 sul campo dell'Haugesund. Il 22 aprile, ha segnato la sua prima rete con i bianco-neri nel successo per 0-3 sul Vuku, in una sfida valida per il primo turno della coppa nazionale. Il 25 aprile, giorno del suo diciannovesimo compleanno, ha siglato anche i primi gol nella massima divisione locale, subentrando dalla panchina e contribuendo con una doppietta alla vittoria per 1-4 in casa del Viking. Nel trimestre con la maglia del Rosenborg, ha in tutto disputato 13 partite e messo a segno quattro reti, potendo fregiarsi sia della vittoria del campionato, sia di quella della coppa nazionale.

#### Il ritorno in Scozia
Terminato il prestito in Norvegia, Henderson ha fatto ritorno al Celtic in vista della stagione 2015-2016. Il 14 agosto 2015, ha ufficialmente rinnovato il suo contratto con i Bhoys fino al 2018, per poi essere subito ceduto in prestito all'Hibernian, squadra del cuore di suo nonno e all'epoca militante nella seconda serie scozzese. Schierato molto spesso da titolare con risultati convincenti, ha partecipato ad una stagione particolarmente fruttousa per la società di Edimburgo, che pur mancando la promozione in massima serie ha centrato ben due finali: quella di Coppa di Lega, poi persa a favore del Ross County, e quella della Scottish Cup, in cui lo stesso Henderson, entrato in campo al 70º minuto, ha battuto entrambi i calci d'angolo da cui sono nati i gol della vittoria in rimonta contro i Rangers, un successo che ha regalato all'Hibernian la sua prima coppa dal 1902.
Tornato al Celtic dopo la proficua esperienza nella capitale scozzese, ha però trovato poco spazio fra i Bhoys guidati da Brendan Rodgers, che in quel periodo affidava il centrocampo soprattutto a Scott Brown, Stuart Armstrong e Tom Rogić. Mentre nella stagione 2016-2017 aveva giocato per tredici volte (di cui sei da titolare), comunque sufficienti per fregiarsi del titolo di Campione di Scozia, in quella successiva ha totalizzato appena 23 minuti in prima squadra, entrando in campo da sostituto in un incontro con il Dundee. Anche per questa ragione, alla fine del 2017 Henderson ha deciso di proseguire la sua carriera lontano da Glasgow.

#### L'approdo in Italia con il Bari
Il 17 gennaio 2018, dopo un periodo di prova, il Bari ha comunicato di aver acquistato a titolo definitivo dal Celtic il cartellino del calciatore. Henderson ha debuttato con i pugliesi il 28 gennaio seguente, in cui ha giocato per un'ora ed è rimasto coinvolto in una pesante sconfitta contro l'Empoli. Segna il suo primo gol con la maglia del Bari il 24 febbraio 2018, nel match contro la Ternana, in cui è anche autore dell'assist per la rete di Luca Marrone, che fissa il risultato finale sull'1-2 a favore dei biancorossi. Nonostante riesca a raggiungere i play-off di Serie B con i Galletti (in cui il Bari cede il passo al Cittadella per via del loro piazzamento sfavorevole), a fine stagione rimane svincolato dopo il fallimento della società.

#### Hellas Verona e prestito a Empoli
Il 3 agosto 2018 viene acquistato a titolo definitivo dal Verona, neo-retrocesso in Serie B, insieme al compagno di squadra Jure Balkovec: entrambi ritrovano come allenatore Fabio Grosso. Henderson diventa così il secondo calciatore scozzese a vestire la maglia della società scaligera dopo Joe Jordan. Il 22 settembre successivo segna la sua prima rete con la maglia gialloblù nella vittoria per 2-1 in trasferta contro il Crotone. Con i veneti gioca con regolarità, ottenendo ai play-off la promozione in Serie A.
Il 25 agosto 2019, debutta in Serie A in Verona-Bologna (1-1), diventando il primo scozzese a giocare una partita della massima serie italiana dai tempi di Graeme Souness, nel 1986. Al contrario dell'anno precedente, complice la concorrenza a centrocampo, trova meno spazio in squadra. Infine, il 17 gennaio 2020, dopo sole 4 partite disputate, viene ceduto in prestito all'Empoli, in Serie B. Debutta con i toscani il 24 gennaio nella partita pareggiata per 1-1 in casa contro il Chievo. Nella sfida successiva, giocata il 1º febbraio, trova il primo gol in maglia azzurra, in occasione del successo interno per 3-1 sul Crotone.

#### Lecce e ritorno a Empoli
L'11 settembre 2020, viene ufficializzato il suo trasferimento al Lecce a titolo definitivo. Esordisce con i giallorossi il 26 settembre seguente, nella gara casalinga pareggiata a reti inviolate contro il Pordenone, valida per la prima giornata del campionato di Serie B. Il 30 settembre seguente, in occasione della partita del secondo turno di Coppa Italia vinta in casa per 2-0 contro la Feralpisalò, segna il primo gol con la maglia del club salentino. Il 3 ottobre successivo, trova anche la prima rete in Serie B con il club giallorosso, andando in gol nella sfida vinta per 2-0 in casa dell'Ascoli. Alla fine della stagione Henderson risulta il calciatore del Lecce più impiegato, non avendo saltato neanche una partita tra campionato e play-off, in cui i salentini vengono eliminati dal Venezia in semifinale.
L'11 agosto 2021 fa ritorno all'Empoli a titolo definitivo. Il 9 gennaio 2022 realizza la sua prima rete in Serie A nella sconfitta per 1-5 contro il Sassuolo, mentre il 24 aprile mette a segno il gol che dà il via alla rimonta casalinga contro il Napoli (3-2).

#### Palermo
Il 28 agosto 2023 viene ceduto al Palermo, in Serie B, con la formula del prestito con diritto di riscatto ed obbligo al verificarsi di date condizioni. Esordisce con i siciliani l'indomani, nel successo per 3-1 in casa della Reggiana, subentrando nella ripresa, mentre il 7 ottobre segna la sua prima rete con i rosanero, aprendo le marcature nel successo per 2-0 in casa del Modena.

#### Ritorno all'Empoli e passaggio alla Sampdoria
Ritornato in Toscana colleziona 40 presenze totali, 36 delle quali in campionato, contribuendo al sorprendente percorso degli empolesi che arrivano fino in semifinale di Coppa Italia, le sue presenze in campionato gli consentono inoltre di diventare il giocatore scozzese con più presenze in Serie A, superando il precedente record di 79 presenze di Lewis Ferguson.
Il 7 agosto 2025, al termine del suo contratto con l'Empoli, si accasa da svincolato alla Sampdoria, firmando un contratto valido fino al 2027. Il 18 agosto sigla la sua prima rete all'esordio ufficiale con la maglia blucerchiata, nella trasferta di Coppa Italia in casa dello Spezia, persa ai tiri di rigore.

### Nazionale
Vanta presenze in tutte le nazionali giovanili scozzesi, ed è stato capitano dell'Under-21.
Pur essendo stato vicino alla convocazione nella nazionale maggiore scozzese in più riprese, non ha mai esordito con la Tartan Army: anche per questo motivo, nel dicembre 2019 ha dichiarato la propria disponibilità a giocare per l'Italia, nel caso in cui rimanesse nel Paese abbastanza a lungo da ottenere la cittadinanza.

## Statistiche

### Presenze e reti nei club
Statistiche aggiornate al 18 agosto 2025.
| Stagione             | Squadra              | Campionato           | Campionato | Campionato | Coppe nazionali | Coppe nazionali | Coppe nazionali | Coppe continentali | Coppe continentali | Coppe continentali | Altre coppe | Altre coppe | Altre coppe | Totale | Totale |
|                      | Squadra              | Comp                 | Pres       | Reti       | Comp            | Pres            | Reti            | Comp               | Pres               | Reti               | Comp        | Pres        | Reti        | Pres   | Reti   |
| -------------------- | -------------------- | -------------------- | ---------- | ---------- | --------------- | --------------- | --------------- | ------------------ | ------------------ | ------------------ | ----------- | ----------- | ----------- | ------ | ------ |
| 2013-2014            | Celtic               | SP                   | 8          | 1          | CS+CdL          | 0+0             | 0               | UCL                | 0                  | 0                  | -           | -           | -           | 8      | 1      |
| 2014-mar. 2015       | Celtic               | SP                   | 9          | 1          | CS+CdL          | 1+1             | 0               | UCL+UEL            | 1+2                | 0                  | -           | -           | -           | 14     | 1      |
| mar.-giu. 2015       | Rosenborg            | ES                   | 9          | 3          | CN              | 4               | 1               | UEL                | 0                  | 0                  | -           | -           | -           | 13     | 4      |
| lug.-ago. 2015       | Celtic               | SP                   | 1          | 0          | CS+CdL          | 0+0             | 0               | UCL                | 0                  | 0                  | -           | -           | -           | 1      | 0      |
| ago. 2015-2016       | Hibernian            | 1D                   | 32+4       | 5+1        | CS+CdL          | 7+5             | 0               | -                  | -                  | -                  | -           | -           | -           | 48     | 6      |
| 2016-2017            | Celtic               | SP                   | 10         | 1          | CS+CdL          | 1+1             | 0               | UCL                | 1                  | 0                  | -           | -           | -           | 13     | 1      |
| 2017-gen. 2018       | Celtic               | SP                   | 1          | 0          | SC+CdL          | 0+0             | 0               | UCL+UEL            | 0                  | 0                  | -           | -           | -           | 1      | 0      |
| Totale Celtic        | Totale Celtic        | Totale Celtic        | 29         | 3          |                 | 4               | 0               |                    | 4                  | 0                  |             | -           | -           | 37     | 3      |
| gen.-giu. 2018       | Bari                 | B                    | 18+2       | 2          | CI              | 0               | 0               | -                  | -                  | -                  | -           | -           | -           | 20     | 2      |
| 2018-2019            | Verona               | B                    | 23+5       | 3          | CI              | 2               | 0               | -                  | -                  | -                  | -           | -           | -           | 30     | 3      |
| 2019-gen. 2020       | Verona               | A                    | 4          | 0          | CI              | 1               | 0               | -                  | -                  | -                  | -           | -           | -           | 5      | 0      |
| Totale Hellas Verona | Totale Hellas Verona | Totale Hellas Verona | 27+5       | 3          |                 | 3               | 0               |                    | -                  | -                  |             | -           | -           | 35     | 3      |
| gen.-ago. 2020       | Empoli               | B                    | 15+1       | 1          | CI              | 0               | 0               | -                  | -                  | -                  | -           | -           | -           | 16     | 1      |
| 2020-2021            | Lecce                | B                    | 38+2       | 3          | CI              | 2               | 1               | -                  | -                  | -                  | -           | -           | -           | 42     | 4      |
| 2021-2022            | Empoli               | A                    | 38         | 2          | CI              | 1               | 0               | -                  | -                  | -                  | -           | -           |             | 39     | 2      |
| 2022-2023            | Empoli               | A                    | 25         | 0          | CI              | 1               | 0               | -                  | -                  | -                  | -           | -           |             | 26     | 0      |
| ago. 2023            | Empoli               | A                    | 1          | 0          | CI              | 1               | 0               | -                  | -                  | -                  | -           | -           |             | 2      | 0      |
| 2023-2024            | Palermo              | B                    | 30+1       | 1          | CI              | 0               | 0               | -                  | -                  | -                  | -           | -           | -           | 31     | 1      |
| 2024-2025            | Empoli               | A                    | 36         | 0          | CI              | 5               | 0               | -                  | -                  | -                  | -           | -           | -           | 41     | 0      |
| Totale Empoli        | Totale Empoli        | Totale Empoli        | 115+1      | 3          |                 | 7               | 0               |                    | -                  | -                  |             | -           | -           | 123    | 3      |
| 2025-2026            | Sampdoria            | B                    | 0          | 0          | CI              | 1               | 1               | -                  | -                  | -                  | -           | -           | -           | 1      | 1      |
| Totale carriera      | Totale carriera      | Totale carriera      | 314        | 24         |                 | 33              | 3               |                    | 4                  | 0                  |             | -           | -           | 351    | 27     |

### Cronologia presenze e reti in nazionale
| Cronologia completa delle presenze e delle reti in nazionale ― Scozia under 21 | Cronologia completa delle presenze e delle reti in nazionale ― Scozia under 21 | Cronologia completa delle presenze e delle reti in nazionale ― Scozia under 21 | Cronologia completa delle presenze e delle reti in nazionale ― Scozia under 21 | Cronologia completa delle presenze e delle reti in nazionale ― Scozia under 21 | Cronologia completa delle presenze e delle reti in nazionale ― Scozia under 21 | Cronologia completa delle presenze e delle reti in nazionale ― Scozia under 21 | Cronologia completa delle presenze e delle reti in nazionale ― Scozia under 21 |
| Data                                                                           | Città                                                                          | In casa                                                                        | Risultato                                                                      | Ospiti                                                                         | Competizione                                                                   | Reti                                                                           | Note                                                                           |
| ------------------------------------------------------------------------------ | ------------------------------------------------------------------------------ | ------------------------------------------------------------------------------ | ------------------------------------------------------------------------------ | ------------------------------------------------------------------------------ | ------------------------------------------------------------------------------ | ------------------------------------------------------------------------------ | ------------------------------------------------------------------------------ |
| 13-11-2015                                                                     | Paisley                                                                        | Scozia under 21                                                                | 2 – 2                                                                          | Ucraina under 21                                                               | Qual. Europeo Under-21 2017                                                    | -                                                                              |                                                                                |
| 24-3-2016                                                                      | Angers                                                                         | Francia under 21                                                               | 2 – 0                                                                          | Scozia under 21                                                                | Qual. Europeo Under-21 2017                                                    | -                                                                              | 78’                                                                            |
| 29-3-2016                                                                      | Paisley                                                                        | Scozia under 21                                                                | 3 – 1                                                                          | Irlanda del Nord under 21                                                      | Qual. Europeo Under-21 2017                                                    | -                                                                              | 82’                                                                            |
| 2-9-2016                                                                       | Edimburgo                                                                      | Scozia under 21                                                                | 0 – 1                                                                          | Macedonia del Nord under 21                                                    | Qual. Europeo Under-21 2017                                                    | -                                                                              |                                                                                |
| 6-9-2016                                                                       | Kiev                                                                           | Ucraina under 21                                                               | 4 – 0                                                                          | Scozia under 21                                                                | Qual. Europeo Under-21 2017                                                    | -                                                                              |                                                                                |
| 5-10-2016                                                                      | Reykjavík                                                                      | Islanda under 21                                                               | 2 – 0                                                                          | Scozia under 21                                                                | Qual. Europeo Under-21 2017                                                    | -                                                                              |                                                                                |
| 11-10-2016                                                                     | Skopje                                                                         | Macedonia del Nord under 21                                                    | 2 – 0                                                                          | Scozia under 21                                                                | Qual. Europeo Under-21 2017                                                    | -                                                                              |                                                                                |
| 9-11-2016                                                                      | Myjava                                                                         | Slovacchia under 21                                                            | 4 – 0                                                                          | Scozia under 21                                                                | Amichevole                                                                     | -                                                                              | 46’                                                                            |
| 28-3-2017                                                                      | Paisley                                                                        | Scozia under 21                                                                | 0 – 0                                                                          | Estonia under 21                                                               | Amichevole                                                                     | -                                                                              |                                                                                |
| Totale                                                                         |                                                                                | Presenze                                                                       | 9                                                                              |                                                                                | Reti                                                                           | 0                                                                              |                                                                                |

## Palmarès

### Club

#### Competizioni nazionali
- Campionato scozzese: 2

Celtic: 2013-2014, 2016-2017
- Coppa di Lega scozzese: 3

Celtic: 2014-2015, 2016-2017, 2017-2018
- Coppa di Scozia: 2

Hibernian: 2015-2016
Celtic: 2016-2017